# Yoshio Nakamura
Yoshio Nakamura (jap. 中村 佳央 Nakamura Yoshio; ur. 22 października 1970) – japoński judoka. Olimpijczyk z Atlanty 1996, gdzie zajął siódme miejsce w wadze półciężkiej.
Mistrz świata w 1993; trzeci w 1997. Startował w Pucharze Świata w latach 1993, 1995, 1996, 1998–2000. Złoty medalista igrzysk azjatyckich w 1994 i srebrny w 1998. Wicemistrz igrzysk Azji Wschodniej w 1997. Triumfator mistrzostw Azji w 1991 roku.
Jego bracia również startowali na igrzyskach olimpijskich w turnieju judo. Yukimasa Nakamura został wicemistrzem olimpijskim w Atlancie 1996 i zajął dziewiąte miejsce w Sydney 2000, a Kenzo Nakamura zdobył złoty medal w Atlancie i zajął dziewiąte miejsce w 2000 roku.

## Letnie Igrzyska Olimpijskie 1996
| Konkurencja | Eliminacje                | Eliminacje                | Repasaże              | Repasaże              | Klas. końcowa |
| Konkurencja | Przeciwnik I              | Przeciwnik II             | Przeciwnik I          | Przeciwnik II         | Miejsce       |
| ----------- | ------------------------- | ------------------------- | --------------------- | --------------------- | ------------- |
| 95 kg       | Mewlud Lobżanidze (GEO) Z | Stéphane Traineau (FRA) P | Daniel Gowing (NZL) Z | Ben Sonnemans (NED) P | 7.            |